# Уйсын-ногай
Уйсын-ногай (каз. үйсін-ноғай) — один из родов в составе ногай-казахов. Считается старшим родом среди четырёх родов ногай (уйсын, кояс, казанкулак, костанбалы).

## История
Уйсын-ногаи являются частью древнего племени уйсын. Часть уйсынов после распада Золотой Орды, вошло в состав Ногайской Орды. В свою очередь ногайские Уйсыны возводят свою родословную от легендарного Майкы бия, который был темником Чингизхана.
Так, например, в списках родового состава ногайских аулов Каясульского района Ставропольского края (по данным известного ногайского этнографа Р. Кереитова) постоянно вместе перечисляются рода кояслы, костамбалы, казанкулак и уйсун, то есть рода, входящие и в состав ногай-казахов. Здесь же отмечены небольшие летние аулы под названиями костамгалы, оразакай, казанкулак-уйсун, караторы уйсун и другие. Примечательно и то, что по свидетельству этого же исследователя род уйсун относил себя к «сарай кубу», то есть к конфедерации «дворцовых», происходящих из «тахта эля» — ядра золотоордынского государства, сконцентрированного вокруг его обеих столиц — Сараев XIII—XIV вв.
Любопытно, что уйсунов, входящих в состав букеевских ногай-казаков Н. А. Аристов относил к ушинам эпохи Чингизхана, о которых писал Рашид-ад-Дин, то есть к одному из старейших аристократических родов дарлекин-монголов. Ряд других авторов также писали о монгольском происхождении уйсунов (Ч. Ч. Валиханов, М. К. Жабагин, Б. Б. Ирмуханов, Ж. М. Сабитов).
Рода койяс (койяслы), костамгалы, казанкулак у ногайцев причислялись к «кыпчак кубу» (поколению кыпчак), занимающему одно из ведущих мест в родоплеменной структуре этого народа.
Свою родословную уйсуни рода ногай-казак ведут от Дойнаш батыра. Который возглавлял переселение 25-семей Ногай-Казахов из р. Сакмары в Казахские степи в 1740-х годах. Славился своей мудростью и мужеством, силой и волей. Был приближенным в Ханском дворе.

## Родовой состав
Подроды:
- Караторы Уйсын
- Сары Уйсын
- Бактыбай Уйсын
- Теренкудык Уйсын
- Жанакай Уйсын
- Дойнаш Уйсын
- Бабыл Уйсын